# Rondini in volo (film 1944)
Rondini in volo (Les Petites du quai aux fleurs) è un film del 1944 diretto da Marc Allégret.

## Trama
Le quattro figlie di un libraio vedovo rendono impossibile la vita del padre con tutte le loro storie d'amore e le complicazioni che esse comportano.